# Плевенска епархия
Плевенската епархия е епархия на Българската православна църква е със седалище в град Плевен, България. Има архиерейско наместничесто в Луковит. Учредена е на Всеправославния събор през 1998 г. чрез отделяне от Врачанската епархия. От самото си основаване Плевенска епархия се ръководи от Негово Високопреосвещенство Плевенския митрополит Игнатий.

## История
Плевенска епархия е новоучредена на Всеправославния надюрисдикционен събор, проведен в София на 30 септември – 1 октомври 1998 г. На събора е взето решение тя да бъде отделена от Врачанската епархия. Съборът приема в общение покаялия се разколник Калиник Врачански и го възстановява на врачанската катедра, а заместилия го митрополит Игнатий става глава на новата епархия.
Решението на Всеправославния събор е прието на Петия църковно-народен събор – София на 17 декември 2001 г.
Епархията е със седалище в Плевен, на улица „Света Параскева“ № 15. Освен Плевенска, епархията включва и Луковитска духовна околия с архиерейско наместничество в град Луковит.